# Confident (canção de Demi Lovato)
"Confident" é uma canção da artista musical estadunidense Demi Lovato, contida em seu quinto álbum de estúdio de mesmo nome (2015). Foi composta pela própria em conjunto com Illya Salmanzadeh, Max Martin e Savan Kotecha, sendo produzida pelos dois últimos juntamente com Ali Payami. O seu lançamento como o segundo single do disco ocorreu em 18 de setembro de 2015, através das gravadoras Safehouse, Hollywood, Island e Republic.

## Lista de faixas
| Download digital |                               |         |  |
| N.º              | Título                        | Duração |  |
| 1.               | "Confident"                   | 3:25    |  |
| 2.               | "Confident (The Alias Remix)" | 5:08    |  |

## Desempenho nas tabelas musicais

### Posições
| Tabela musical (2015)                                  | Melhor posição |
| ------------------------------------------------------ | -------------- |
| Austrália (ARIA Charts)                                | 72             |
| Bélgica (Ultratip de Flandres)                         | 57             |
| Canadá (Canadian Hot 100)                              | 65             |
| Escócia (The Official Charts Company)                  | 27             |
| Estados Unidos (Billboard Hot 100)                     | 21             |
| França (Syndicat National de l'Édition Phonographique) | 97             |
| Nova Zelândia (NZ Top 10 Heatseekers)                  | 5              |
| Reino Unido (UK Singles Chart)                         | 65             |
| Suécia (Sverigetopplistan)                             | 69             |

### Certificações
| País (Empresa)        | Certificação |
| --------------------- | ------------ |
| Estados Unidos (RIAA) | Platina      |

## Histórico de lançamento
| País           | Data                   | Formato(s)                | Gravadora                              |
| -------------- | ---------------------- | ------------------------- | -------------------------------------- |
| Mundo          | 18 de setembro de 2015 | Download digital          | Safehouse, Hollywood, Island           |
| Estados Unidos | 29 de setembro de 2015 | Rádios mainstream         | Safehouse, Hollywood, Island, Republic |
| Estados Unidos | 29 de setembro de 2015 | Rádios adult contemporary | Safehouse, Hollywood, Island, Republic |